# Насриддинова, Ядгар Садыковна
Ядгар Садыковна Насриддинова (26 декабря 1920, Коканд, Туркестанская АССР, РСФСР — 7 апреля 2006, Москва) — советский партийный и государственный деятель.
Член КПСС с января 1942 года, член ЦК КПСС (1956—1976). Депутат Верховного Совета СССР (1958—1974).

## Биография

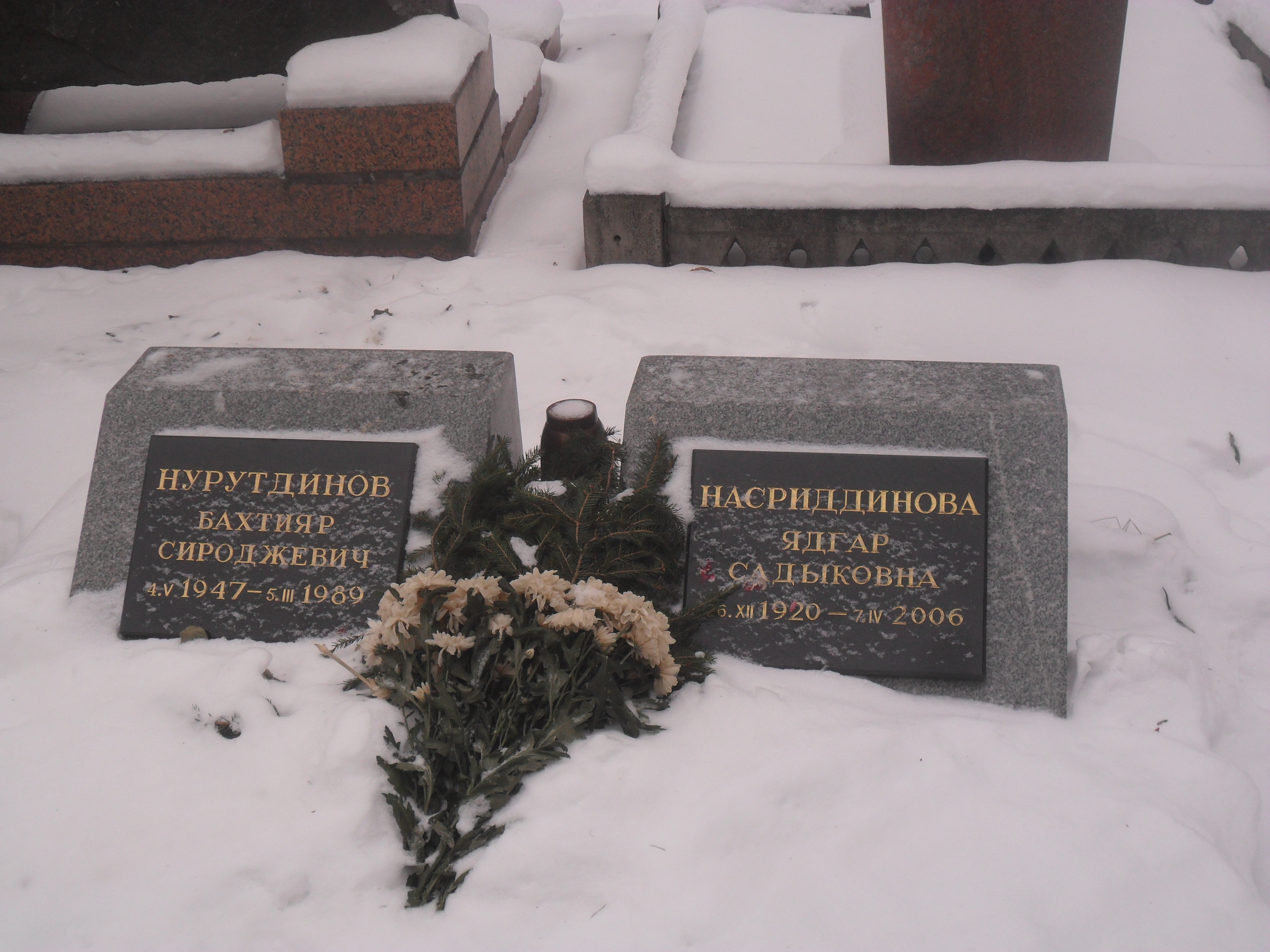
Могила Насриддиновой на Кунцевском кладбище Москвы.

Родилась в семье грузчика. Рано потеряв отца, воспитывалась в приёмных семьях, с 1931 года — в детском доме.
Училась в ремесленном училище, на рабфаке Ташкентского института железнодорожного транспорта.
Окончила Ташкентский институт инженеров железнодорожного транспорта (1941 г.).
С февраля 1942 по январь 1946 года — секретарь ЦК ЛКСМ Узбекистана по школам. С января 1946 по март 1948 года — 1-й секретарь Ташкентского обкома ЛКСМ Узбекистана. С марта 1948 по октябрь 1950 года — 2-й секретарь ЦК ЛКСМ Узбекистана. С октября 1950 по май 1952 года — 1-й секретарь Кировского райкома КП Узбекистана г. Ташкента.
С мая 1952 по февраль 1955 года — Министр промышленности строительных материалов Узбекской ССР. С февраля 1955 по март 1959 года — заместитель Председателя Совета Министров Узбекской ССР.
С марта 1959 по сентябрь 1970 года — Председатель Президиума Верховного Совета Узбекской ССР (сменила на этом посту Ш. Р. Рашидова).
Одновременно с октября 1959 по июль 1970 года — заместитель Председателя Президиума Верховного Совета СССР. В период, когда на союзном уровне рассматривался вопрос о смягчении положения крымских татар и их возможном возвращении в Крым, была одной из наиболее активных противников возвращения, исходя из того, что Узбекистану были нужны рабочие руки, о чём открыто заявляла на встрече с крымскотатарскими активистами.
С 14 июля 1970 по 16 июня 1974 года (4 года) — Председатель Совета Национальностей Верховного Совета СССР.
В 1974—1979 годах — заместитель Министра промышленности строительных материалов СССР, председатель комитета по делам стран Азии и Африки.
Расследованию коррупционной деятельности Я. Насриддиновой, которое проводилось контрольными органами ЦК КПСС в середине 1970-х, посвящён очерк «Коррупция» А. Я. Сахнина. По утверждениям советского правозащитника Константина Симиса Насреддинова, будучи Председателем Президиума Верховного Совета Узбекской ССР, брала взятки за помилование: для того чтобы Президиум Верховного Совета официально помиловал человека, осужденного за тяжкое преступление, нужно было заплатить 100 тыс. рублей.
С 1979 года — персональный пенсионер союзного значения.
При Брежневе и в период «перестройки» обвинялась во взяточничестве по «хлопковому делу».
18 ноября 1988 года была исключена из КПСС. 3 апреля 1991 года была восстановлена в КПСС, так как обвинения не подтвердились, дело было прекращено Генпрокуратурой СССР за отсутствием состава преступления.
Скончалась 7 апреля 2006 года в Москве.
Похоронена в Москве на Кунцевском кладбище.

## Семья
Супруг — Сиродж Нурутдинов (1911—1966), видный государственный деятель Узбекистана, участник Великой Отечественной войны (1941—1945), подполковник. Утверждается, что Ш. Р. Рашидов, интригуя против Я. С. Насриддиновой, отправил её падчерицу в Москву к А. И. Микояну с жалобой на аморальное поведение С. Нурутдинова.
Сын — Бахтияр Нурутдинов (1947—1989).
Дочь — Зульфия Нурутдинова (1950—2019).
Дочь — Лола Рустамова (род. 1939).

## Награды
- Четыре ордена Ленина (28.10.1948; 11.01.1957;[9] 07.03.1960; 27.12.1970)
- Орден Октябрьской Революции (25.12.1970)[10]
- Два ордена Трудового Красного Знамени (16.01.1950,[11] 01.03.1965)[12]
- Орден «Знак Почёта»[13]
- Медали и ордена
- Отличник физической культуры и спорта (1949[14])